# Kimcshimúzeum
A Kimcshimúzeum (hangul: 풀무원 김치박물관, handzsa: - - 博物館, RR: Pulmuwon kimchi bagmulgwan; Pulmuvon kimcshi pangmulkvan) Szöul (Seoul) Kangnam (Gangnam) negyedében található, célja a koreai nemzeti étel, a kimcshi (kimchi) történetének és fajtáinak bemutatása.

## Története
A Kimcshi (Kimchi)múzeumot 1986-ban a Pulmuone élelmiszeripari vállalat segítségével hozták létre és eredetileg Szöul (Seoul) Csung-ku (Chung-gu) kerületében volt megtalálható, 1988-ban az olimpia alkalmából költöztették a Coex Mallba.
A múzeumban több mint 80-féle kimcshi (kimchi)t állítottak ki makettek segítségével, a hagyományos kínai kel és daikonretek alapúaktól egészen a különleges fácán- és datolyaszilva-kimcshi (kimchi)ig. Emellett a kimcshi (kimchi)készítés eljárását és eszközeit is szemléltetik, az adatbankban pedig a történetét és eredetét is meg lehet ismerni. A múzeum ezen felül a regionális különbségeket is bemutatja.
A múzeum kimcshi (kimchi)készítő tanfolyamokat is tart és meg is lehet kóstolni itt a különféle változatokat.